# 간셴구

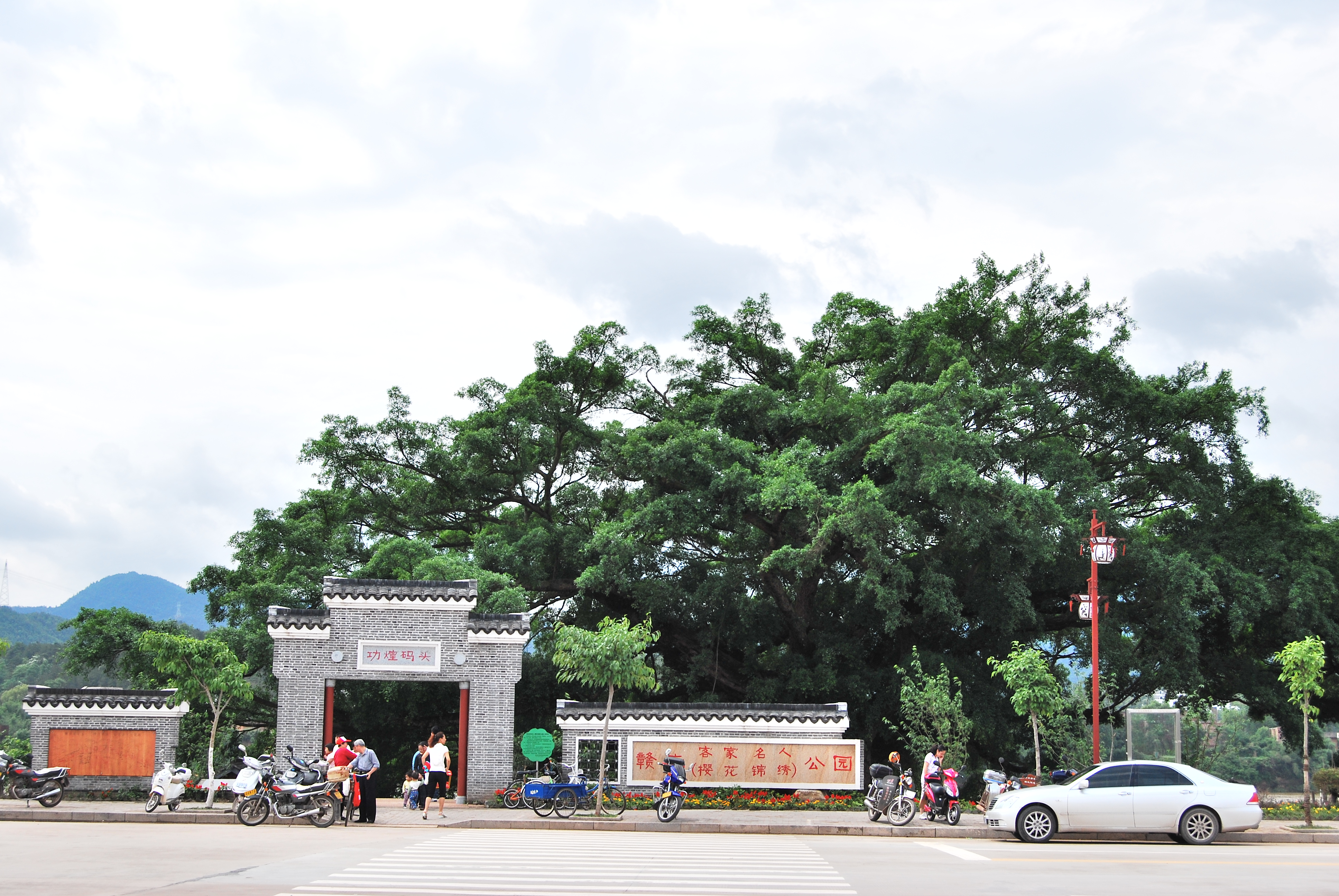

간셴구(한국어: 공현구, 중국어: 赣县区, 병음: Gànxiàn Qū)은 중화인민공화국 장시성 간저우 시의 현급 행정 구역이다. 넓이는 2,993km2이고, 인구는 2007년 기준으로 590,000명이다. 구청 소재지는 메이린 진(梅林镇)이다. 구로 개편되기 이전에는 간 현(한국어: 공현, 중국어: 赣县, 병음: Gàn Xiàn)이었다.

## 행정 구역
9개 진, 10개 향을 관할한다.
- 진: 梅林镇, 王母渡镇, 沙地镇, 江口镇, 田村镇, 南塘镇, 茅店镇, 吉埠镇, 五云镇.
- 향: 韩坊乡, 阳埠乡, 大埠乡, 长洛乡, 大田乡, 湖江乡, 储潭乡, 石芫乡, 三溪乡, 白鹭乡.